# Llista d'asteroides/184801-184900
| Nom           | Designació provisional | Data de descobriment | Lloc de descobriment | Descobridor/s       |
| ------------- | ---------------------- | -------------------- | -------------------- | ------------------- |
| 184801 -      | 2005 TE101             | 7 d'octubre de 2005  | Catalina             | CSS                 |
| 184802 -      | 2005 TH101             | 7 d'octubre de 2005  | Catalina             | CSS                 |
| 184803 -      | 2005 TB110             | 7 d'octubre de 2005  | Kitt Peak            | Spacewatch          |
| 184804 -      | 2005 TF112             | 7 d'octubre de 2005  | Kitt Peak            | Spacewatch          |
| 184805 -      | 2005 TX115             | 7 d'octubre de 2005  | Kitt Peak            | Spacewatch          |
| 184806 -      | 2005 TH121             | 7 d'octubre de 2005  | Kitt Peak            | Spacewatch          |
| 184807 -      | 2005 TK122             | 7 d'octubre de 2005  | Kitt Peak            | Spacewatch          |
| 184808 -      | 2005 TX122             | 7 d'octubre de 2005  | Kitt Peak            | Spacewatch          |
| 184809 -      | 2005 TQ124             | 7 d'octubre de 2005  | Kitt Peak            | Spacewatch          |
| 184810 -      | 2005 TG126             | 7 d'octubre de 2005  | Kitt Peak            | Spacewatch          |
| 184811 -      | 2005 TX127             | 7 d'octubre de 2005  | Kitt Peak            | Spacewatch          |
| 184812 -      | 2005 TK129             | 7 d'octubre de 2005  | Kitt Peak            | Spacewatch          |
| 184813 -      | 2005 TU129             | 7 d'octubre de 2005  | Kitt Peak            | Spacewatch          |
| 184814 -      | 2005 TF135             | 5 d'octubre de 2005  | Socorro              | LINEAR              |
| 184815 -      | 2005 TP136             | 6 d'octubre de 2005  | Kitt Peak            | Spacewatch          |
| 184816 -      | 2005 TS136             | 6 d'octubre de 2005  | Kitt Peak            | Spacewatch          |
| 184817 -      | 2005 TJ140             | 8 d'octubre de 2005  | Kitt Peak            | Spacewatch          |
| 184818 -      | 2005 TX140             | 8 d'octubre de 2005  | Kitt Peak            | Spacewatch          |
| 184819 -      | 2005 TU160             | 9 d'octubre de 2005  | Kitt Peak            | Spacewatch          |
| 184820 -      | 2005 TR162             | 9 d'octubre de 2005  | Kitt Peak            | Spacewatch          |
| 184821 -      | 2005 TY162             | 9 d'octubre de 2005  | Kitt Peak            | Spacewatch          |
| 184822 -      | 2005 TK167             | 9 d'octubre de 2005  | Kitt Peak            | Spacewatch          |
| 184823 -      | 2005 TX170             | 12 d'octubre de 2005 | Kitt Peak            | Spacewatch          |
| 184824 -      | 2005 TA178             | 1 d'octubre de 2005  | Catalina             | CSS                 |
| 184825 -      | 2005 TZ178             | 5 d'octubre de 2005  | Mount Lemmon         | Mount Lemmon Survey |
| 184826 -      | 2005 TE190             | 1 d'octubre de 2005  | Catalina             | CSS                 |
| 184827 -      | 2005 TP190             | 1 d'octubre de 2005  | Kitt Peak            | Spacewatch          |
| 184828 -      | 2005 TX191             | 3 d'octubre de 2005  | Catalina             | CSS                 |
| 184829 -      | 2005 UJ                | 22 d'octubre de 2005 | Kitt Peak            | Spacewatch          |
| 184830 -      | 2005 UQ6               | 29 d'octubre de 2005 | Socorro              | LINEAR              |
| 184831 -      | 2005 UY8               | 20 d'octubre de 2005 | Palomar              | NEAT                |
| 184832 -      | 2005 UV9               | 21 d'octubre de 2005 | Palomar              | NEAT                |
| 184833 -      | 2005 UA10              | 21 d'octubre de 2005 | Palomar              | NEAT                |
| 184834 -      | 2005 UP14              | 22 d'octubre de 2005 | Kitt Peak            | Spacewatch          |
| 184835 -      | 2005 UG21              | 23 d'octubre de 2005 | Kitt Peak            | Spacewatch          |
| 184836 -      | 2005 UV22              | 23 d'octubre de 2005 | Kitt Peak            | Spacewatch          |
| 184837 -      | 2005 UD26              | 23 d'octubre de 2005 | Kitt Peak            | Spacewatch          |
| 184838 -      | 2005 UX33              | 24 d'octubre de 2005 | Kitt Peak            | Spacewatch          |
| 184839 -      | 2005 UT36              | 24 d'octubre de 2005 | Kitt Peak            | Spacewatch          |
| 184840 -      | 2005 UL37              | 24 d'octubre de 2005 | Kitt Peak            | Spacewatch          |
| 184841 -      | 2005 US38              | 24 d'octubre de 2005 | Kitt Peak            | Spacewatch          |
| 184842 -      | 2005 UY38              | 24 d'octubre de 2005 | Kitt Peak            | Spacewatch          |
| 184843 -      | 2005 UO42              | 22 d'octubre de 2005 | Kitt Peak            | Spacewatch          |
| 184844 -      | 2005 UB45              | 22 d'octubre de 2005 | Kitt Peak            | Spacewatch          |
| 184845 -      | 2005 UP45              | 22 d'octubre de 2005 | Catalina             | CSS                 |
| 184846 -      | 2005 UT45              | 22 d'octubre de 2005 | Catalina             | CSS                 |
| 184847 -      | 2005 UR46              | 22 d'octubre de 2005 | Catalina             | CSS                 |
| 184848 -      | 2005 UH49              | 23 d'octubre de 2005 | Catalina             | CSS                 |
| 184849 -      | 2005 UE51              | 23 d'octubre de 2005 | Catalina             | CSS                 |
| 184850 -      | 2005 UG53              | 23 d'octubre de 2005 | Catalina             | CSS                 |
| 184851 -      | 2005 UT53              | 23 d'octubre de 2005 | Catalina             | CSS                 |
| 184852 -      | 2005 UV53              | 23 d'octubre de 2005 | Catalina             | CSS                 |
| 184853 -      | 2005 UM56              | 24 d'octubre de 2005 | Kitt Peak            | Spacewatch          |
| 184854 -      | 2005 UP57              | 24 d'octubre de 2005 | Anderson Mesa        | LONEOS              |
| 184855 -      | 2005 UK58              | 24 d'octubre de 2005 | Kitt Peak            | Spacewatch          |
| 184856 -      | 2005 UW61              | 25 d'octubre de 2005 | Mount Lemmon         | Mount Lemmon Survey |
| 184857 -      | 2005 UF66              | 22 d'octubre de 2005 | Catalina             | CSS                 |
| 184858 -      | 2005 UJ67              | 22 d'octubre de 2005 | Palomar              | NEAT                |
| 184859 -      | 2005 UU72              | 23 d'octubre de 2005 | Palomar              | NEAT                |
| 184860 -      | 2005 UD82              | 22 d'octubre de 2005 | Kitt Peak            | Spacewatch          |
| 184861 -      | 2005 UY86              | 22 d'octubre de 2005 | Kitt Peak            | Spacewatch          |
| 184862 -      | 2005 UU87              | 22 d'octubre de 2005 | Kitt Peak            | Spacewatch          |
| 184863 -      | 2005 UQ89              | 22 d'octubre de 2005 | Kitt Peak            | Spacewatch          |
| 184864 -      | 2005 UM95              | 22 d'octubre de 2005 | Kitt Peak            | Spacewatch          |
| 184865 -      | 2005 UA96              | 22 d'octubre de 2005 | Kitt Peak            | Spacewatch          |
| 184866 -      | 2005 UC97              | 22 d'octubre de 2005 | Kitt Peak            | Spacewatch          |
| 184867 -      | 2005 UD109             | 22 d'octubre de 2005 | Palomar              | NEAT                |
| 184868 -      | 2005 UJ113             | 22 d'octubre de 2005 | Kitt Peak            | Spacewatch          |
| 184869 -      | 2005 UA115             | 22 d'octubre de 2005 | Palomar              | NEAT                |
| 184870 -      | 2005 UB116             | 23 d'octubre de 2005 | Palomar              | NEAT                |
| 184871 -      | 2005 UP127             | 24 d'octubre de 2005 | Kitt Peak            | Spacewatch          |
| 184872 -      | 2005 UR128             | 24 d'octubre de 2005 | Kitt Peak            | Spacewatch          |
| 184873 -      | 2005 UU140             | 25 d'octubre de 2005 | Mount Lemmon         | Mount Lemmon Survey |
| 184874 -      | 2005 UQ160             | 22 d'octubre de 2005 | Catalina             | CSS                 |
| 184875 -      | 2005 UP176             | 24 d'octubre de 2005 | Kitt Peak            | Spacewatch          |
| 184876 -      | 2005 UY178             | 24 d'octubre de 2005 | Kitt Peak            | Spacewatch          |
| 184877 -      | 2005 US182             | 24 d'octubre de 2005 | Kitt Peak            | Spacewatch          |
| 184878 Gotlib | 2005 UK187             | 26 d'octubre de 2005 | Nogales              | J.-C. Merlin        |
| 184879 -      | 2005 UL194             | 22 d'octubre de 2005 | Kitt Peak            | Spacewatch          |
| 184880 -      | 2005 UE199             | 25 d'octubre de 2005 | Mount Lemmon         | Mount Lemmon Survey |
| 184881 -      | 2005 UR211             | 27 d'octubre de 2005 | Kitt Peak            | Spacewatch          |
| 184882 -      | 2005 UZ212             | 27 d'octubre de 2005 | Mount Lemmon         | Mount Lemmon Survey |
| 184883 -      | 2005 UL213             | 22 d'octubre de 2005 | Palomar              | NEAT                |
| 184884 -      | 2005 UF214             | 24 d'octubre de 2005 | Palomar              | NEAT                |
| 184885 -      | 2005 UY214             | 27 d'octubre de 2005 | Palomar              | NEAT                |
| 184886 -      | 2005 UT221             | 25 d'octubre de 2005 | Kitt Peak            | Spacewatch          |
| 184887 -      | 2005 UO226             | 25 d'octubre de 2005 | Kitt Peak            | Spacewatch          |
| 184888 -      | 2005 UW226             | 25 d'octubre de 2005 | Kitt Peak            | Spacewatch          |
| 184889 -      | 2005 UY234             | 25 d'octubre de 2005 | Kitt Peak            | Spacewatch          |
| 184890 -      | 2005 UZ236             | 25 d'octubre de 2005 | Kitt Peak            | Spacewatch          |
| 184891 -      | 2005 UM237             | 25 d'octubre de 2005 | Kitt Peak            | Spacewatch          |
| 184892 -      | 2005 UB244             | 25 d'octubre de 2005 | Kitt Peak            | Spacewatch          |
| 184893 -      | 2005 UN253             | 27 d'octubre de 2005 | Anderson Mesa        | LONEOS              |
| 184894 -      | 2005 UO254             | 22 d'octubre de 2005 | Kitt Peak            | Spacewatch          |
| 184895 -      | 2005 UO255             | 24 d'octubre de 2005 | Kitt Peak            | Spacewatch          |
| 184896 -      | 2005 UO256             | 25 d'octubre de 2005 | Kitt Peak            | Spacewatch          |
| 184897 -      | 2005 UV260             | 25 d'octubre de 2005 | Mount Lemmon         | Mount Lemmon Survey |
| 184898 -      | 2005 UA263             | 27 d'octubre de 2005 | Kitt Peak            | Spacewatch          |
| 184899 -      | 2005 UF267             | 27 d'octubre de 2005 | Kitt Peak            | Spacewatch          |
| 184900 -      | 2005 UZ269             | 28 d'octubre de 2005 | Mount Lemmon         | Mount Lemmon Survey |